# Ferdows (shahrestan)
Ferdows (persiska: شهرستان فردوس , Shahrestan-e Ferdows) är en Shahrestan, delprovins, i Iran. Den ligger i provinsen Sydkhorasan, i den östra delen av landet. Ferdows shahrestan hade vid 2016 års folkräkning 45 523 invånare.